# 硫氰酸钯
硫氰酸钯是一种无机化合物，化学式为Pd(SCN)2。

## 制备
硫氰酸钯可由硝酸钯或氯化钯和硫氰酸铵溶液反应得到。加热Pd(NCS)2(PnBu3)2至290℃也能得到硫氰酸钯。

## 性质
硫氰酸钯和硫氰酸盐作用，产生[Pd(SCN)4]2-，和吡啶作用，得到Pd(SCN)2(py)2。

## 用途
由于硫氰酸钯的难溶性，可被用于Pd的分析。

## 拓展阅读
- Chemistry of Pseudohalides, Elsevier, Amsterdam 1986